# Imparfinis hasemani
Imparfinis hasemani är en fiskart som beskrevs av Steindachner, 1915. Imparfinis hasemani ingår i släktet Imparfinis och familjen Heptapteridae. Inga underarter finns listade i Catalogue of Life.